# 医療センター駅
医療センター駅（いりょうセンターえき）は、兵庫県神戸市中央区港島南町一丁目（ポーアイ2期地区）に位置する神戸新交通ポートアイランド線（ポートライナー）の駅である。駅番号はP07。
神戸市立医療センター中央市民病院の最寄り駅であることから「市民病院前」の副駅名が設定されている。

## 歴史
- 2006年（平成18年）2月2日：ポートアイランド線の延伸事業に伴い、先端医療センター前駅（せんたんいりょうセンターまええき）として開業する[1]（建設時の仮称は「ポートアイランド2期北駅」であった[3]）。
- 2011年（平成23年）7月1日：駅名を医療センター駅に改称する[1][4]。同時に「市民病院前」の副駅名が付けられる[2]。

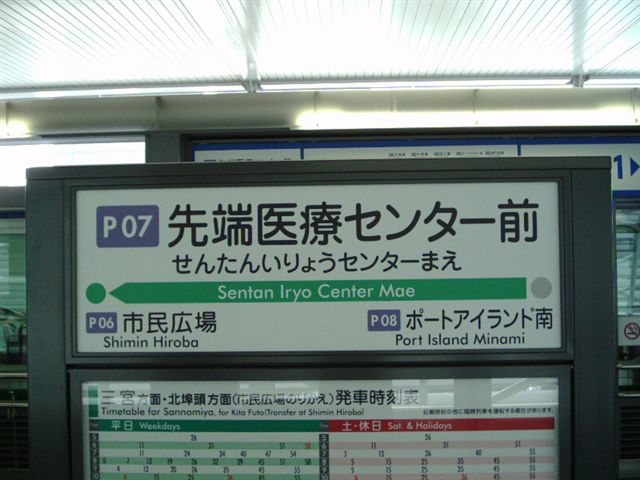
旧駅名標 (2番線)

## 駅構造
島式ホーム1面2線を持つ高架駅である。分岐器や絶対信号機を持たないため、停留所に分類される。一部時間帯で駅員が配置されている。
駅舎は、2階がコンコース、3階がプラットホーム。駅西側に先端医療センターがあり、駅構内から病院内への視線を遮断するため、西側は格子状の構造になっている。改札内にはエレベーター、エスカレーター、多目的トイレ、AED、コインロッカーなどがある。改札前では、エキナカ事業として期間限定でワゴン販売が行われている。周辺の先端医療センター等の施設とはペデストリアンデッキによって結ばれており、駅北側にはムービングウォークが設置されている。
当駅の駅スタンプは、三宮駅のインフォメーション（定期券売り場）に保管されている。なお、駅名改称とともにスタンプも新しくなった。

### のりば
| 番線 | 路線            | 行先                                   |
| ---- | --------------- | -------------------------------------- |
| 1    | ■ポートライナー | 神戸空港方面                           |
| 2    | ■ポートライナー | 三宮・北埠頭方面（市民広場駅のりかえ） |

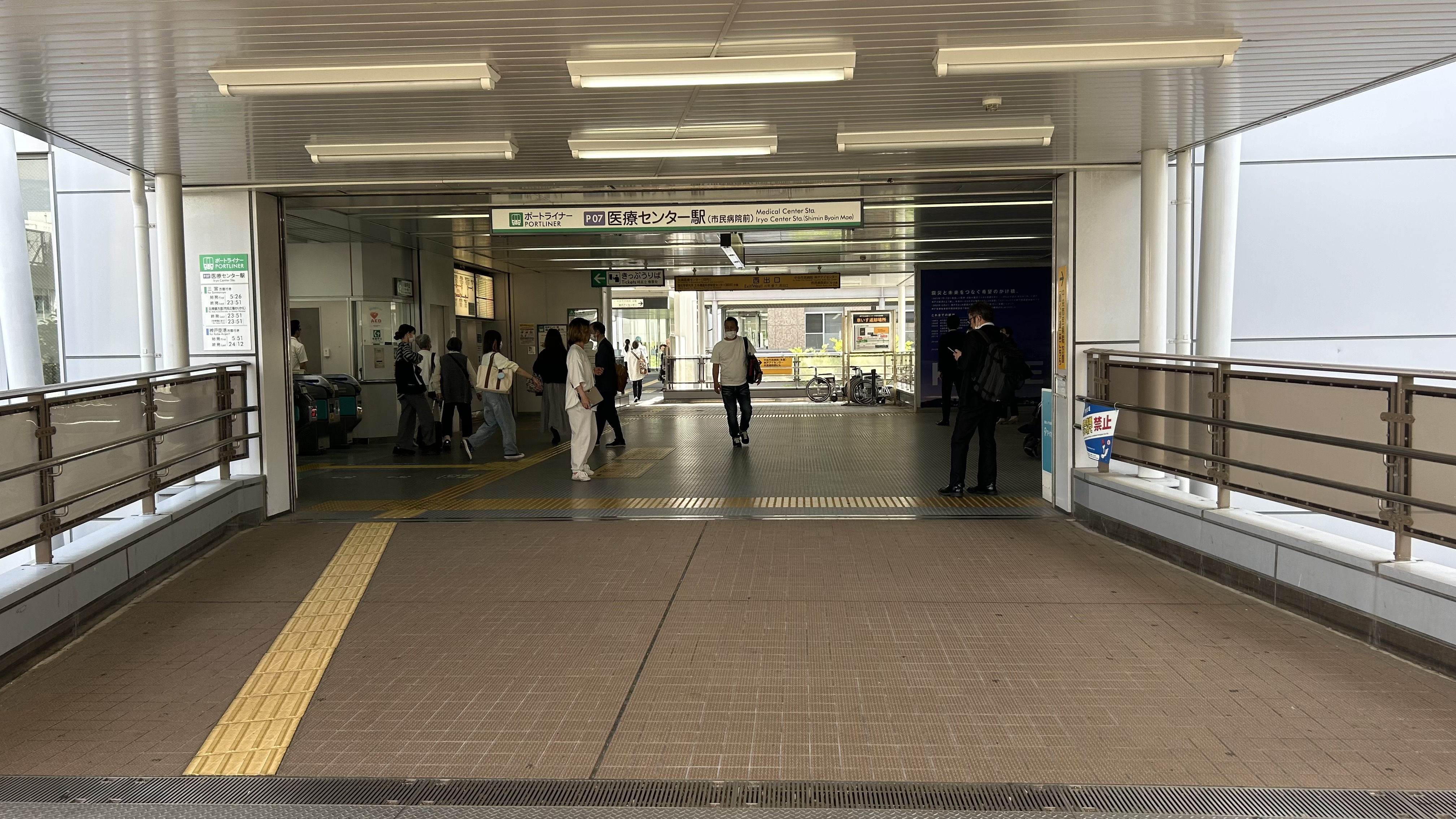
東口
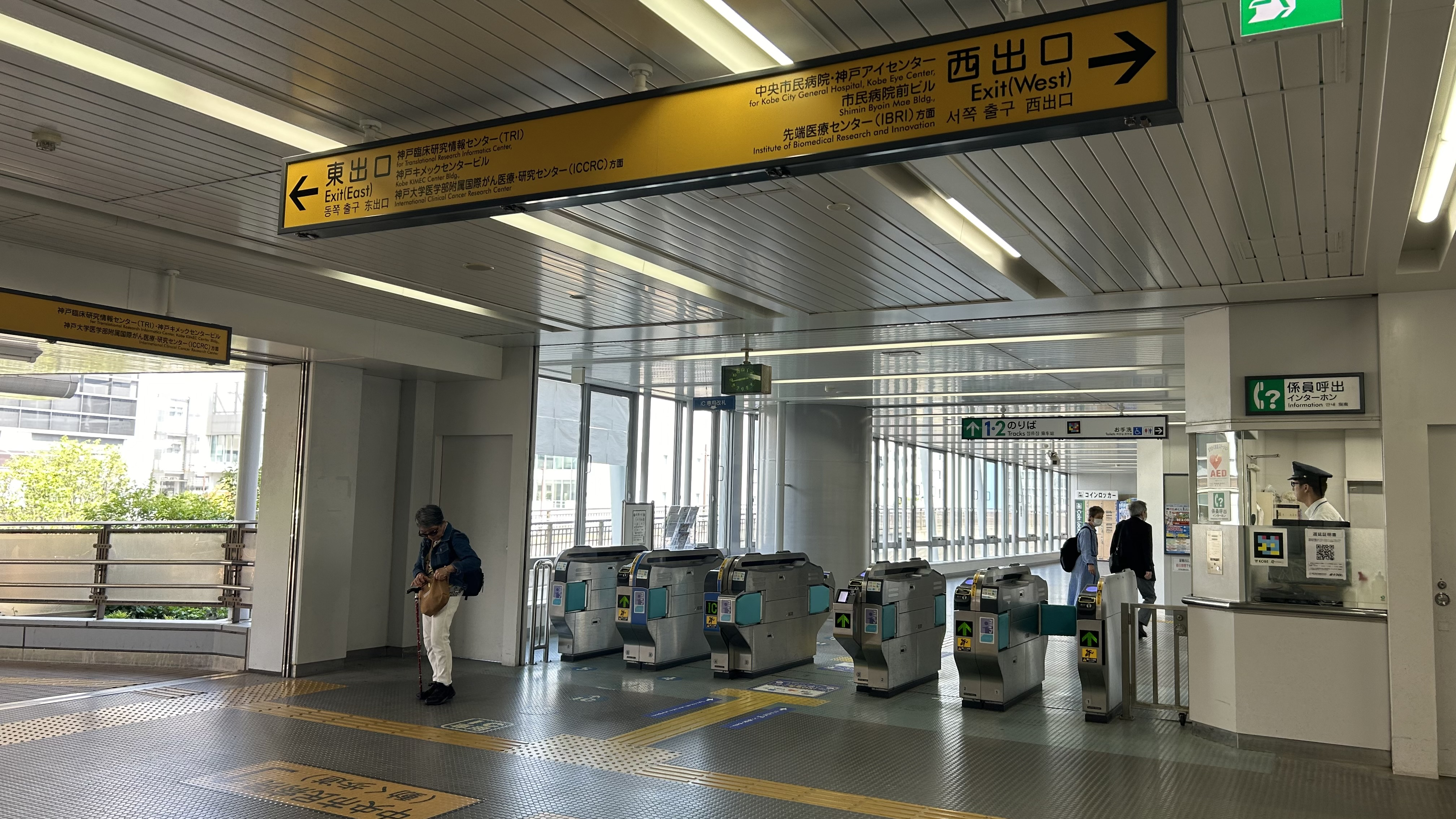
改札口
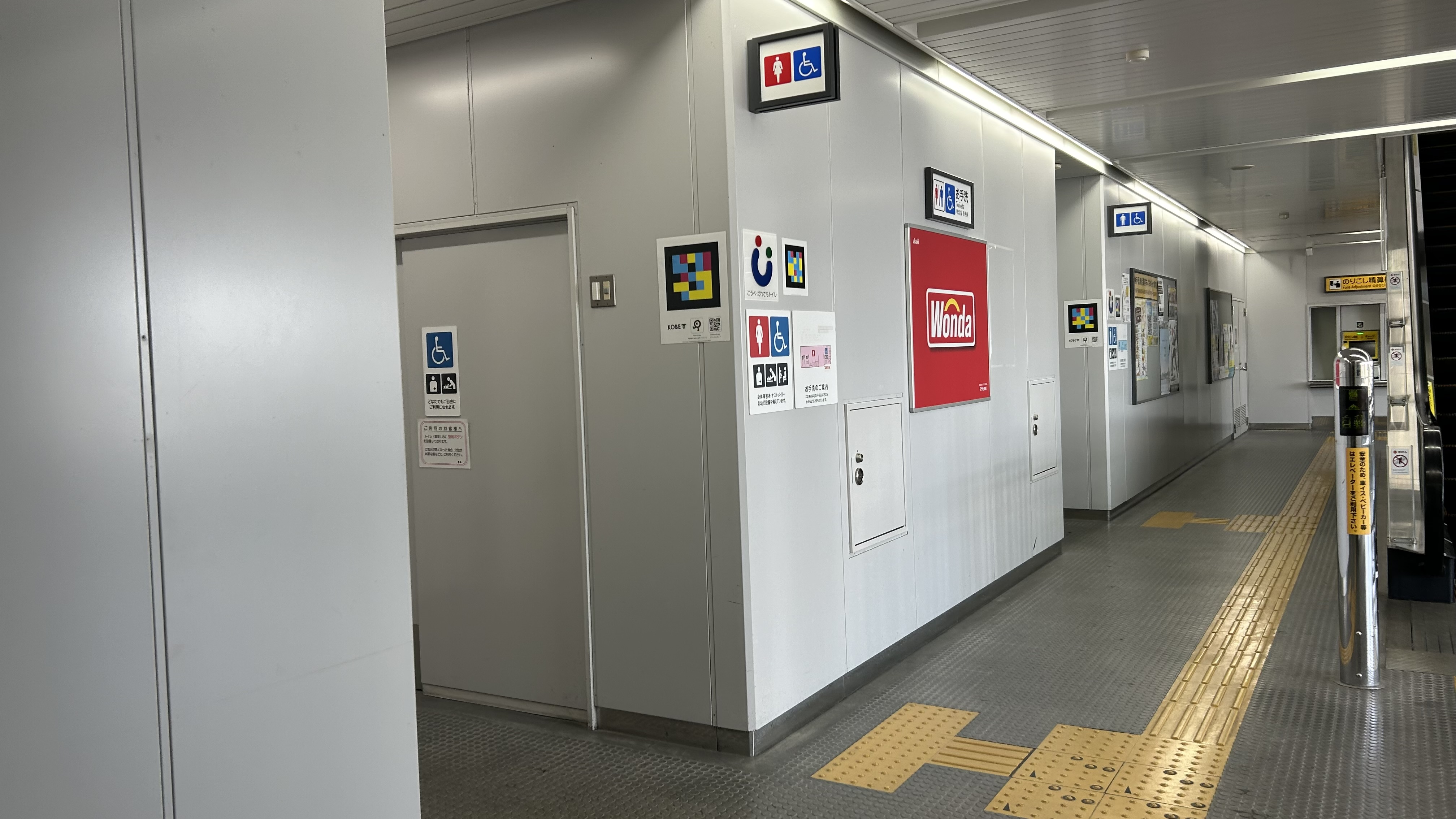
トイレ
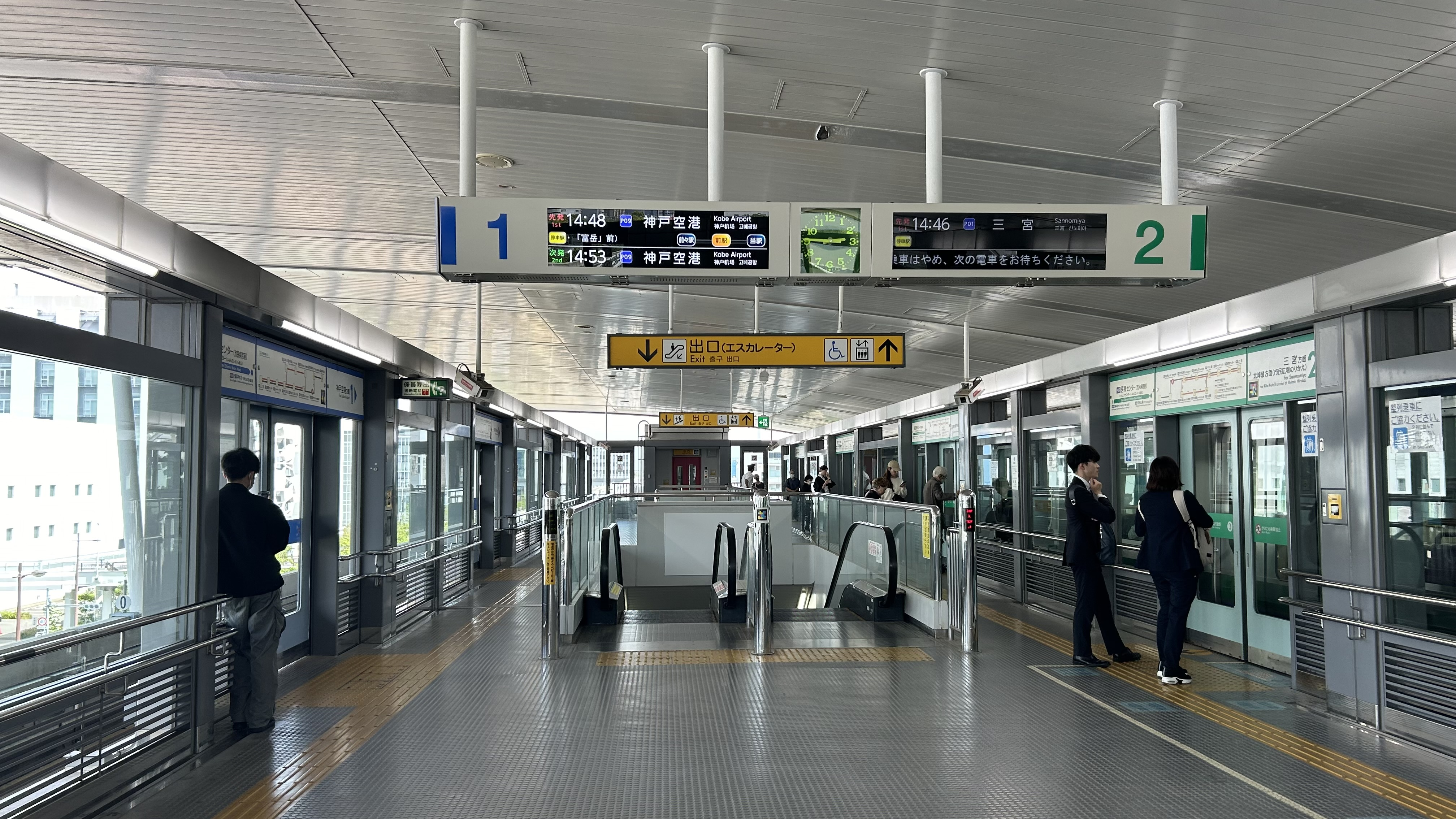
ホーム
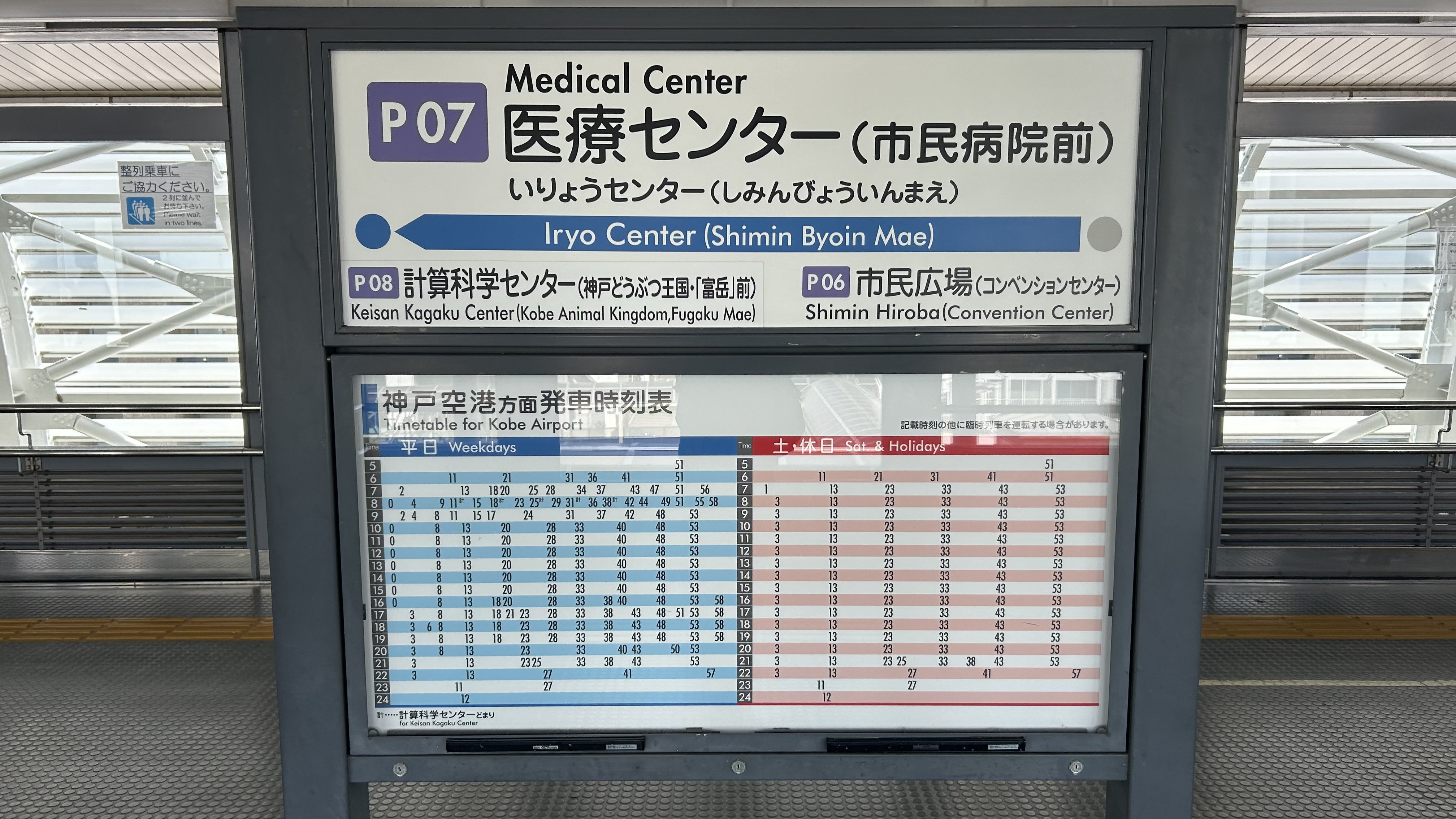
現駅名標 (1番線)
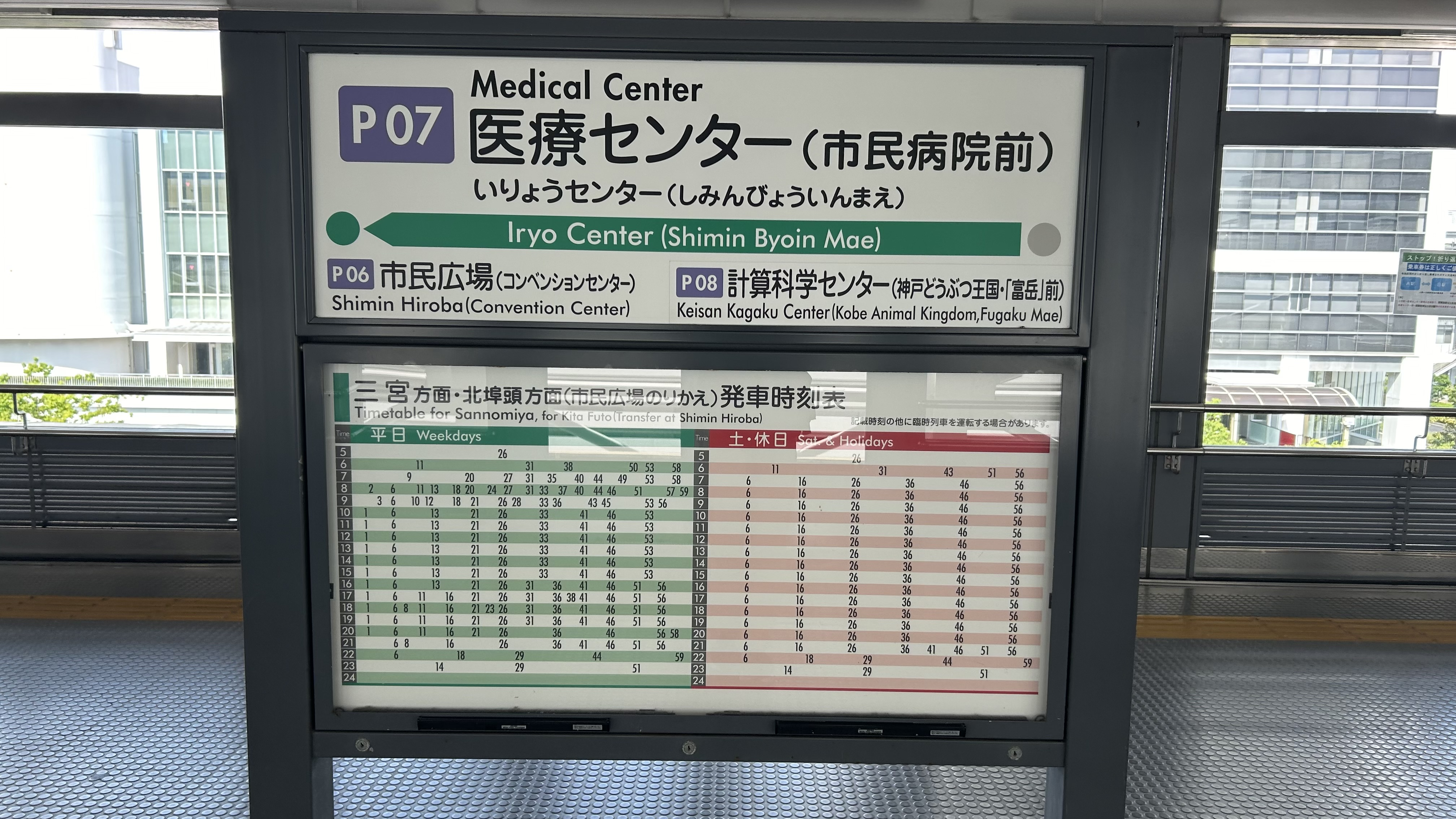
現駅名標 (2番線)

### ダイヤ
日中時間帯は1時間あたり平日は9本、土休日は6本発車する。朝ラッシュ時は約2 - 5分間隔で発車する。

## 利用状況
2019年度の1日あたりの平均乗車人員は7,503人で、神戸新交通の駅では第5位、ポートアイランド線では第3位。
開業以降の年度別1日平均乗車人員の推移は下記の通りである。
| 年度               | 1日平均 乗車人員 |
| ------------------ | ---------------- |
| 2005年（平成17年） | 1,845            |
| 2006年（平成18年） | 1,712            |
| 2007年（平成19年） | 2,090            |
| 2008年（平成20年） | 2,593            |
| 2009年（平成21年） | 3,170            |
| 2010年（平成22年） | 3,510            |
| 2011年（平成23年） | 5,342            |
| 2012年（平成24年） | 6,014            |
| 2013年（平成25年） | 6,296            |
| 2014年（平成26年） | 6,688            |
| 2015年（平成27年） | 6,822            |
| 2016年（平成28年） | 7,055            |
| 2017年（平成29年） | 7,468            |
| 2018年（平成30年） | 7,548            |
| 2019年（令和元年） | 7,503            |

## 駅周辺
当駅周辺は隣の計算科学センター駅周辺とともに神戸医療産業都市に指定されており、数多くの医療関連施設が進出している。
| - 神戸市立医療センター中央市民病院（2011年7月移転） - 神戸アイセンター病院 - 神戸大学医学部附属国際がん医療・研究センター - 市民病院前ビル - 神戸キメックセンタービル (KIMEC) - 麻酔博物館 - 先端医療センター (IBRI) - 先端医療研究センター (IBRI) - 神戸臨床研究情報センター (TRI) - 国際医療開発センター (IMDA) - クラスター推進センター - 神戸バイオメディカル創造センター (BMA) - 神戸ハイブリッドビジネスセンター (KHBC) - 神戸国際フロンティアメディカルセンター (KIFMEC) | - 理化学研究所 神戸事業所 - 多細胞システム形成研究センター (CDB) - 生命システム研究センター (QBiC) - HPCI計算生命科学推進プログラム - 融合連携イノベーション推進棟 (IIB) - 神戸MI R&Dセンター - ライフサイエンス技術基盤研究センター (CLST) - 神戸国際ビジネスセンター (KIBC) - 神戸健康産業開発センター (HI-DEC) - 神戸医療機器開発センター (MEDDEC) |

- 神戸インキュベーションオフィス (KIO)
- 港湾職業能力開発短期大学校神戸校
- ムービングウォーク[1]
当駅と中央市民病院間までの4基が稼働している。
当初は、当地と市民広場駅までの約800mに10本設置されていた。1997年（平成9年）に24億円をかけて設置され、その総延長は世界最長であった。当駅開業にともない利用者が減ったことにより2008年（平成20年）より土日・祝日のみの運行となり、2010年（平成22年）4月に停止。2011年（平成23年）7月には現在稼働している4基以外は撤去され、歩道が整備されている。
- 中央緑地
- エスペランサ神戸フットサルパーク
- 神戸大学　統合研究拠点
- 兵庫県立大学　情報科学キャンパス
- 甲南大学　フロンティアサイエンス学部

### バス路線
医療センター駅前バス停（駅南側）
- 神姫バス
  - MOL行き
  - 三宮（そごう前）行き
  - 中央市民病院方面行き
  - 神戸駅南口行き

中央市民病院バス停（駅北側）
- 神姫バス
  - 三宮（そごう前）行き
  - イケア神戸経由／KIO行き／MOL行き
  - ふれあいセンター経由／ハーバーランド経由／神戸駅南口行き

港島南町3丁目バス停（駅西側）
- 神姫バス
  - 神戸駅南口行き
  - 中央市民病院方面行き

## 隣の駅
神戸新交通
■ポートアイランド線（ポートライナー）
市民広場駅 (P06) - 医療センター駅 (P07) - 計算科学センター駅 (P08)